# سبيس إكس دراجون
سبيس إكس دراغون، (بالإنجليزية: SpaceX Dragon)؛ والمعروفة أيضًا ب دراغون1 لتمييزها عن دراغون2، مركبة فضائية لنقل الحمولة قابلة لإعادة الاستعمال، طورتها شركة النقل الفضائي الأمريكية الخاصة سبيس إكس. أُطلقت دراغون إلى المدار بواسطة مركبة الإطلاق فالكون9 التابعة لشركة سبيس إكس في مهمة إعادة إمداد لمحطة الفضاء الدولية.
أصبحت دراغون خلال رحلتها الأولى في ديسمبر عام 2010 أوّل مركبة فضائية مبنية ومُشغّلة تجاريًا يجري استردادها بنجاح من المدار. في 25 مايو عام 2012، أصبحت مركبة الحمولة البديلة عن دراغون (معروفة ب دراغون سي +) المركبة الفضائية التجارية الأولى التي قامت بالتقاء مع محطة الفضاء الدولية، وعملية إرساء معها. جرى التعاقد مع سبيس إكس لتسليم الحمولة إلى محطة الفضاء الدولية في إطار برنامج ناسا لخدمات إعادة الإمداد التجاري، وبدأت دراغون رحلات الحمولة المنتظمة في أكتوبر عام 2012. تسعى ناسا بالإضافة إلى مركبة دراغون الفضائية ومركبة سيغنس لشركة أوربيتال إيه تي كي، إلى زيادة شراكاتها مع صناعات الطيران التجارية المحلية والملاحة الجوية.
في 3 يونيو عام 2017، أُطلقت كبسولة سي أر إس-11 لأول مرة، والتي جُمِّع أغلبها من مكونات المهمة سي أر إس-4 المُطلقة سابقًا في سبتمبر عام 2014، ومن هذه المكونات هيكل الكبسولة، والعناصر الإنشائية، ومحركات الدفع، والألجمة، وخزانات المواد الدافعة، والسباكة، بالإضافة إلى إعادة استخدام العديد من إلكترونيات الطيران، بينما استُبدل الواقي الحراري، والبطاريات، والمكونات التي تعرضت لماء البحر عند هبوط الكبسولة في البحر واستردادها.
طوّرت سبيس إكس إصدارًا ثانيًا دُعي دراغون2، والذي بمقدوره نقل الأشخاص. جُدولت عملية اختبار الطيران بحيث تكون منتهية في النصف الأول من العام 2019 مع الرحلة الأولى لرواد الفضاء، ضمن مهمة جرى التعاقد مع ناسا لإجرائها في وقت لاحق من نفس العام، لكن تأخر هذا التطور بسبب شذوذ في منصة الاختبار في أبريل عام 2019 أدى إلى فقدان كبسولة دراغون2.
أُطلقت الرحلة الأخيرة للإصدار الأول من دراغون (دراغون1) في 7 مارس عام 2020 (التوقيت العالمي الموحد)، وكانت مهمة حمولة إعادة إمداد (سي أر إس-20) إلى محطة الفضاء الدولية. كانت هذه المهمة الأخيرة لسبيس إكس في برنامجها لخدمات إعادة الإمداد التجاري (سي أر إس-1). ستستخدم سبيس إكس في رحلاتها التجارية المستقبلية لإعادة الإمداد إلى محطة الفضاء الدولية النسخة دراغون2 ضمن برنامج سبيس إكس الثاني لخدمات إعادة الإمداد التجاري (سي أر إس-2).

## الاسم
سمّى المدير التنفيذي لشركة سبيس إكس إيلون ماسك المركبة الفضائية على اسم أغنية «باف، ذا ماجيك دراغون» لشركة وارنر برذرز الصادرة عام 1963، وكما ذكرت التقارير، كان الاسم بمثابة رد على النقاد الذين اعتبروا مشاريعه في الرحلات الفضائية مستحيلة.

## نبذة تاريخية
بدأت سبيس إكس تطوير مركبة دراغون الفضائية في نهاية عام 2004، وقامت بالإعلان الجماهيري في عام 2006 عن خطتها لدخول المركبة في الخدمة في عام 2009. أيضًا في عام 2006، فازت سبيس إكس بعقد لاستخدام مركبة دراغون لخدمات إعادة الإمداد التجاري إلى محطة الفضاء الدولية لصالح وكالة الفضاء الفيدرالية الأمريكية ناسا.

### التعاقد مع ناسا لأجل خدمات إعادة إمداد محطة الفضاء الدولية

#### خدمات النقل المداري التجاري
في عام 2005، طلبت ناسا اقتراحات لمركبة حمولة إعادة إمداد تجاري لخدمة محطة الفضاء الدولية لتحل مكان مكوك الفضاء الذي كان سيخرج من الخدمة قريبًا، في إطار تطوير برنامجها لخدمات النقل المداري التجاري. كانت مركبة دراغون الفضائي جزءًا من اقتراح سبيس إكس الذي قدمته إلى ناسا في مارس عام 2006. أصدرت سبيس إكس مقترحها لخدمات النقل المداري التجاري كجزء من فريق يضم أيضًا إم دي روبوتيكس، والشركة الكندية التي بنت نظام ذراع المناورة الموجهة عن بعد في محطة الفضاء الدولية كانادارم2.
في 18 أغسطس عام 2006، أعلنت ناسا اختيار سبيس إكس بالإضافة إلى كيستلر أيروسبيس، لتطوير خدمات إطلاق الحمولة إلى محطة الفضاء الدولية. طلبت الخطة الأساسية إجراء ثلاث رحلات ترويجية لمركبة سبيس إكس دراغون بين عامي 2008 و2010. كان المفروض أن تستلم كل من سبيس إكس وكيستلر 278 مليون دولار و207 مليون دولار على التوالي، في حال استوفوا المراحل الرئيسية التي تطلبها ناسا، لكن فشلت كيستلر بتحقيق التزاماتها، وجرى إنهاء عقدها في عام 2007. عادت ناسا ومنحت كيستلر عقدًا في أوربيتال ساينسيز.

#### المرحلة الأولى من خدمات إعادة الإمداد التجاري
في 23 ديسمبر عام 2008، منحت ناسا سبيس إكس عقدًا لسلسة رحلات خدمات إعادة الإمداد التجاري (أر سي إس) بقيمة 1.6 مليار دولار، وتوجد ضمن خيارات العقد إمكانية زيادة قيمة العقد القصوى إلى 3.1 مليار دولار. اقتضى العقد اثنا عشر رحلة، وبحد أدنى كلي للحمولة التي ستُنقل إلى محطة الفضاء الدولية بلغ 20000 كيلو غرام (44000 رطل).

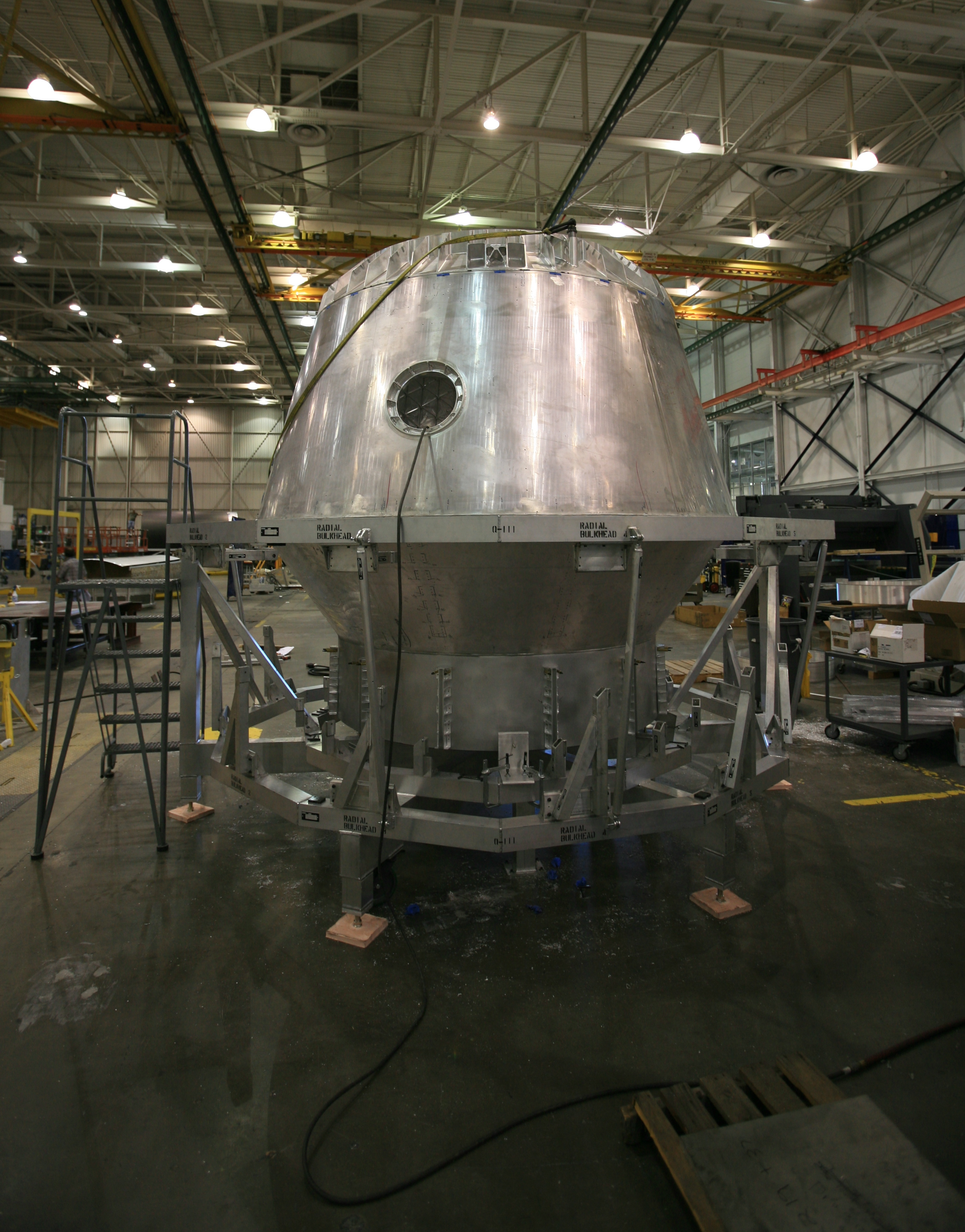
مركبة الضغط دراجون في وقت مبكر ، صورت خلال اختبارات التصنيع في عام 2008

في 23 فبراير عام 2009، أعلنت سبيس إكس أنّ مواد الواقي الحراري المصنوع من أبلاتور الكربون المشبع بالفينول بّي آي سي إيه-إكس المختارة قد اجتازت اختبارات الإجهاد الحراري ضمن إجراءات الاستعداد لإطلاق دراغون الأول. اختُبر مستشعر عمليات الاقتراب الأساسي الخاص بمركبة دراغون «دراغون آي» في أوائل عام 2009 خلال المهمة إس تي إس -127، عندما ثُبِّت بالقرب من منفذ الالتحام الخاص بمكوك الفضاء إنديفور، واستُخدم أثناء اقتراب المكوك من محطة الفضاء الدولية. اختبر كل من قدرات التصوير الحراري والليدار في دراغون آي بنجاح. سُلِّمت كل من وحدة الاتصال ذات التردد فوق العالي الخاصة بخدمات النقل المدارية التجاري (سي يو سي يو) ولوحة قيادة الطاقم (سي سي بّي) إلى محطة الفضاء الدولية خلال آخر مهمة في عام 2009 وهي، إس تي إس-129. سمحت (سي يو سي يو) لمحطة الفضاء الدولية بالاتصال مع دراغون، وسمحت (سي سي بّي) لأعضاء طاقم محطة الفضاء الدولية بإصدار الأوامر الأساسية لدراغون. في صيف العام 2009، وظفت سبيس إكس رائد فضاء ناسا السابق كين باورسوكس نائبًا لرئيس القسم الجديد المعني بتأمين المهمات وسلامة رواد الفضاء، استعدادًا للطواقم التي ستستخدم المركبة الفضائية.

حللت سبيس إكس بيئة الإشعاع المدارية لكل أنظمة دراغون، وكيفية استجابة دراغون للأحداث الإشعاعية الزائفة، وذلك تنفيذًا لشرط عقد رحلات سي أر إس التابعة لناسا. قام خبراء مستقلين بمراجعة هذا التحليل بالإضافة إلى تصميم دراغون، الذي يستخدم بنية كومبيوتر ثلاثي المزامنة ذات خاصية تحمل الأخطاء بشكل شامل بدلًا من تقنية التقسية ضد الإشعاع بشكل فردي لكل معالج للكومبيوتر، قبل أن توافق عليها ناسا من أجل القيام برحلات الحمولة.

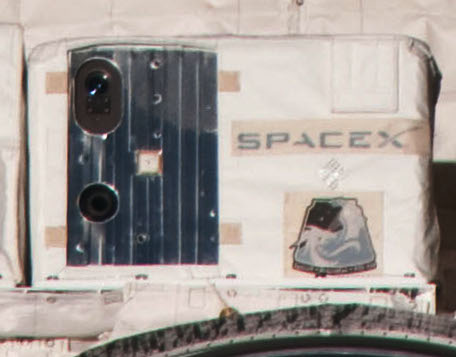
نظام DragonEye في مكوك الفضاء ديسكفري خلالإس تي إس-133

خلال مارس عام 2015، أُعلن منح سبيس إكس ثلاث مهمات إضافية في إطار المرحلة الأولى من رحلات خدمات إعادة الإمداد التجاري. كانت هذه الرحلات الإضافية هي سبيس إكس سي أر إس-13، وسبيس إكس سي أر إس-14، وسبيس إكس سي أر إس-15، والتي كانت ستغطي الاحتياجات من الحمولات لعام 2017.
في 24 فبراير عام 2016، كشفت سبيس نيوز عن منح سبيس إكس خمسة مهام أخرى في إطار المرحلة الأولى من رحلات خدمات إعادة الإمداد التجاري. كانت هذه الشريحة الإضافية من المهام هي سبيس إكس سي أر إس-16، وسبيس إكس سي أر إس-17، سُجلت في بيان السنة المالية 2017، والمهمات سبيس إكس سي أر إس-18، وسبيس إكس سي أر إس-19، وسبيس إكس سي أر إس-20، التي سُجلت بشكل افتراضي ضمن بيان السنة المالية 2018.

## المشاريع

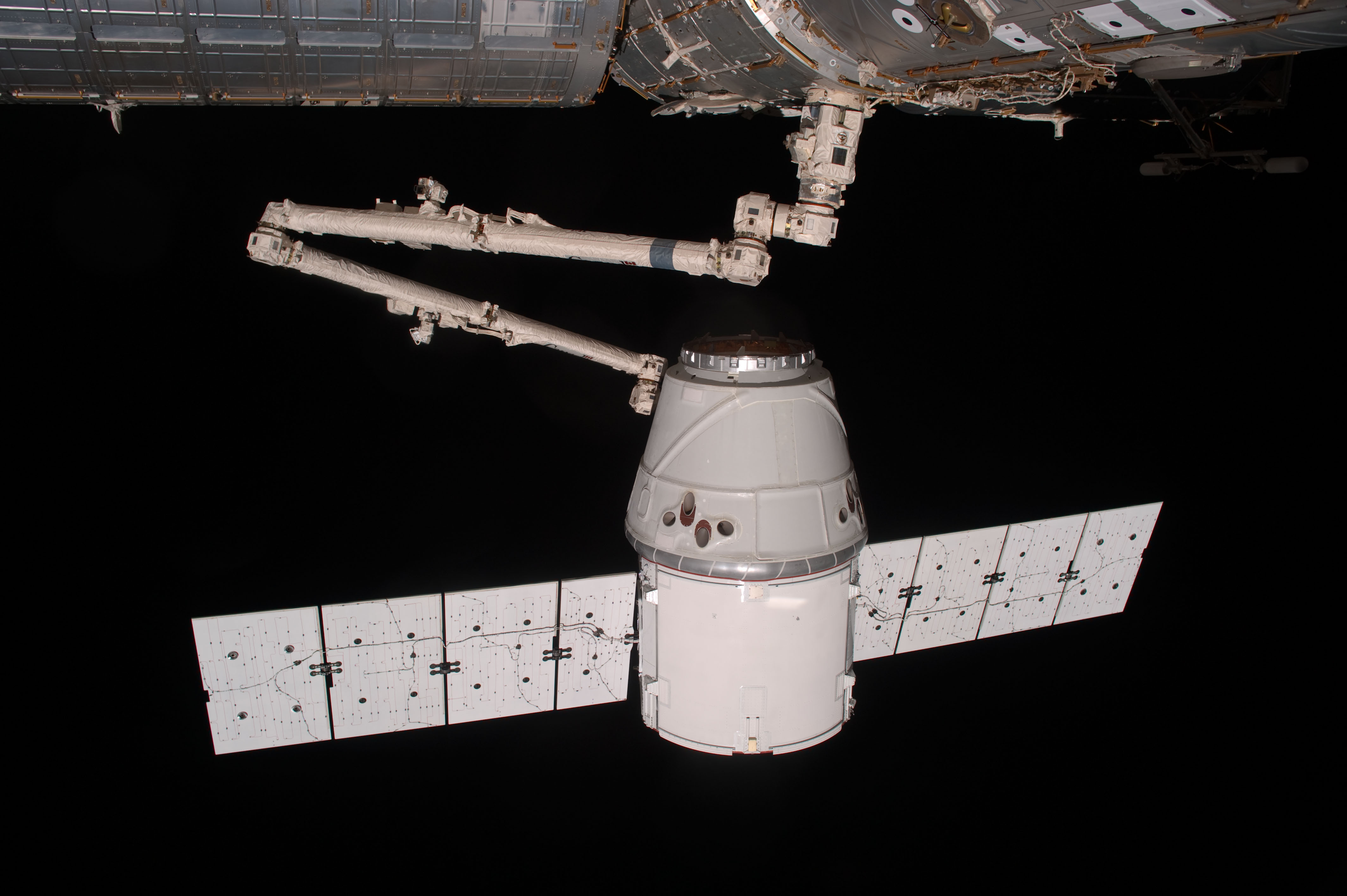
سبيس اكس دراغون

### برنامج ناسا لخدمات إعادة الإمداد
بدأ تطوير كبسولة دراجون في أواخر عام 2004. في عام 2005 طلبت وكالة ناسا من الشركات تقديم مقترحات لتطوير صاروخ تجاري وكبسولات فضاء مأهولة لأغراض تجارية في مجال خدمات النقل المدارى (COTS) الذي تقوم به ناسا. تلك الخدمات تستلزم إمدادات إلى المحطة الفضائية الدولية، ونقل رواد الفضاء إليها وإعادتهم، كى تحل محل مكوك الفضاء المتقاعد حاليا. وكانت المركبة الفضائية دراجون جزءا من تطويرات مؤسسة سبيس إكس ، وقُدمت إلى ناسا في مارس 2006.
تألف فريق (سبيس إكس) للمشروع COTS من عدد من الشركات بما في ذلك MD الروبوتات وهى الشركة الكندية التي ساهمت في بناء المحطة الفضائية الدولية Canadarm2. كذلك تقدمت شركة بوينغ منشروعات منها خاصة لتطوير وتنفيذ مركبة فضائية سي إس تي-100.
وقد وافقت ناسا على مشروعان من شركتي سبيس إكس وبوينغ وتمويلهما بمبلغ 8و6 مليار دولار أمريكي لتطوير مركبات فضائية قادرة على نقل رواد فضاء. يشمل هذا المبلغ أن تجري كل شركة عمليتين للنقل الفضائي، وفي حالة النجاح بستة عمليات أخرى لضمان دفع المبلغ بالكامل (يجري تمويل المبلغ علي فترات بحسب التقدم في التطوير والإنتاج).
لجأت ناسا إلى الشركات الاهلية بعدما خفض الكونجرس ميزانيتها السنوية. بين عام 1977 حتى الآن انخفضت ميزانية ناسا من 44 مليار دولار سنويا إلى نحو 17 مليار دولار سنويا الآن (2014).

## اقرأ أيضا
- الطير (مركبة هبوط على القمر)
- أوريون (مركبة فضاء)
- فالكون 9
- سبيس إكس
- سي إس تي-100 - المركبة الفضائية التي يجري تطويرها من قبل بوينغ، وذلك بالتعاون مع بجلو الفضاء
- المطارد الحلم - وهي طائرة فضائية التي يجري تطويرها من قبل شركة سييرا نيفادا
- مركبة ذات طاقم أوريون متعدد الأغراض - مركبة فضائية تطلق في مدار منخفض من الأرض التي يجري تطويرها من قبل لوكهيد مارتن ل ناسا
- المركبة الفضائية المدارية Blue Origin - وهى مركبة biconic تصميمها مخروطى الأنف
- محركات رد الفعل Skylon - وهي طائرة فضائية بدون طيار بريطانية حاليا قيد التطوير
- طلب تحويل المركبة الآلية - مركبة الشحن المستخدمة حاليا من قبل وكالة الفضاء الأوروبية
- المركبة الفضائية كوكبة الدجاجة - مركبة الشحن التي يجري تطويرها من قبل شركةالمدارات العلمية
- H-II مركبة النقل - مركبة الشحن المستخدمة حاليا من قبل وكالة جاكسا
- سفينة الفضاء بروجرس - مركبة الشحن المستخدمة حاليا من قبل كالة الفضاء الاتحادية الروسية